# アル＝アーディル2世
アル＝マリク・アル＝アーディル・サイフ・アッディーンアブー・バクル・イブン・ナーシル・アッディーン・ムハンマド（アラビア語: سيف الدين الملك العادل أبو بكر بن ناصر الدين محمد  الدينمحمد  、アル＝アーディル2世 、生没年：1221年 - 1248年2月9日）は、アイユーブ朝の第6代スルタン（在位：1238年3月6日 - 1240年）。 
スルタンであった父、アル・カーミルが1238年に死亡すると、準備を整えることなくその跡を継ぐこととなった。アイユーブ朝が無政府状態に陥ると、彼の異母兄弟であり追放を受けていたサーリフがその機会を捉え、アーディル2世を追放し、アーディル2世はその8年後に獄死した。 